# Palpada vinetorum
Palpada vinetorum là một loài ruồi trong họ Ruồi giả ong (Syrphidae). Loài này được Fabricius mô tả khoa học đầu tiên năm 1798. Palpada vinetorum phân bố ở miền Tân bắc